# 현대로
현대로(Hyundai-ro)는 충청남도 아산시 염치읍에서 아산시 도고면을 잇는 총연장 26.5km의 도로이다.

## 주요 경유지
충청남도
- 아산시 (염치읍 . 인주면)

## 노선
| 이름           | 접속 노선                   | 소재지 | 소재지 | 비고 |
| -------------- | --------------------------- | ------ | ------ | ---- |
| 이름없음       | 염성길                      | 아산시 | 염치읍 |      |
| 염치 교차로    | 국도 제39호선 (아산로)      | 아산시 | 염치읍 |      |
| 중방 교차로    | 면천로                      | 아산시 | 염치읍 |      |
| 강청교         |                             | 아산시 | 염치읍 |      |
| 강청 교차로    | 신창로                      | 아산시 | 염치읍 |      |
| 산양교         |                             | 아산시 | 염치읍 |      |
| 금성 교차로    | 인주로                      | 아산시 | 인주면 |      |
| 인주농협삼거리 | 지방도 제628호선 (영인산로) | 아산시 | 인주면 |      |
| (이름없음)     | 지방도 제624호선 (아산만로) | 아산시 | 인주면 |      |
| 밀두교         |                             | 아산시 | 인주면 |      |
| 밀두 교차로    | 국도 제34호선 (서해로)      | 아산시 | 인주면 |      |

## 주요 시설및 건물
- S-OIL좋은차주유소 (현대로 152/중방리 61-1)
- 이마트24아산염치점 (현대로 242/서원리 270)
- 현대오일뱅크강청주유소 (현대로 340/강청리 159-6)
- 현대오일뱅크해암주유소 (현대로 855/해암리 281-8)
- 해암교회 (현대로 911/해암리 352-1)
- GS25아산금성점 (현대로 1032/금섬리 112-10)
- 어진고을지역아동센터 (현대로 1032/금섬리 112-10)
- 처갓집 양념치킨 (현대로 1032/금성리 112-10)
- 현대오일뱅크 (현대로 1088/문방리 40-4)
- NH농협인주농협하나로마트 (현대로 1255/밀두리 215)
- NH농협인주농협본점 (현대로 1287/밀두리 151-4)
- 인주우체국(현대로 1291/밀두리 153-2)
- 인주면 행정복지센터 (현대로 1295/밀두리 150-1)
- 인주민약국 (현대로 1298/밀두리 158-11)